# Ulf Lindström (fysiker)
Ulf Lindström, född 12 november 1947 i Stockholm, är en svensk professor i teoretisk fysik.